# Sarmatia ankasoka
Sarmatia ankasoka är en fjärilsart som beskrevs av Pierre E.L. Viette 1979. Sarmatia ankasoka ingår i släktet Sarmatia och familjen nattflyn. Inga underarter finns listade.